# Рабочий посёлок Арья
Рабочий посёлок Арья — городское поселение в Уренском районе Нижегородской области.
Административный центр — рабочий посёлок Арья.

## История
Городское поселение Рабочий посёлок Арья образовано Законом Нижегородской области от 15 июня 2004 года № 60-З «О наделении муниципальных образований — городов, рабочих посёлков и сельсоветов Нижегородской области статусом городского, сельского поселения», установлены статус и границы муниципального образования.

## Население
| 2002  | 2008  | 2009  | 2010  | 2011  | 2012  | 2013  |
| ----- | ----- | ----- | ----- | ----- | ----- | ----- |
| 5178  | ↘5043 | ↘5004 | ↗5122 | ↘5116 | ↘5063 | ↘4970 |
| 2014  | 2015  | 2016  | 2017  | 2018  | 2019  | 2020  |
| ↘4949 | ↘4921 | ↗4925 | ↘4862 | ↘4841 | ↘4820 | ↘4768 |

## Состав городского поселения
| № | Населённый пункт | Тип населённого пункта                  | Население |
| - | ---------------- | --------------------------------------- | --------- |
| 1 | Арья             | рабочий посёлок, административный центр | ↗4884     |
| 2 | Атазик           | посёлок                                 | ↘74       |